# Saint-Livres
Saint-Livres is een gemeente en plaats in het Zwitserse kanton Vaud en maakt sinds 2008 deel uit van het district Morges. Voor 1 januari 2008 maakte de gemeente deel uit van het toen opgeheven district Aubonne.
Saint-Livres telt 570 inwoners.